# Museo storico nazionale del Brasile
Il Museo storico nazionale del Brasile (in portoghese: Museu Histórico Nacional) è un istituto museale brasiliano situato nel centro della città di Rio de Janeiro.